# マリオス・スティリアヌ
マリオス・スティリアヌ（ギリシア語: Μάριος Στυλιανού、1993年9月23日 - ）は、キプロスのサッカー選手。キプロス・ファーストディビジョン・ドクサ・カトコピアスFC所属。元キプロス代表。ポジションはDF。

## クラブ歴
アポロン・リマソールの下部組織出身で2012年にトップチームに昇格。2013年12月7日のキプロス・ファーストディビジョン・ネア・サラミス・ファマグスタFC戦で初得点。

## 代表歴
2014年5月27日に行われた日本代表との親善試合でスターティングメンバーに名を連ね、代表初出場を飾った。